# Scharnhorst (Eschede)
Scharnhorst is een ortschaft van de Duitse gemeente Eschede in de deelstaat Nedersaksen. Tot 1 januari 2014 was Scharnhorst een zelfstandige gemeente en maakte samen met Eschede, Habighorst en Höfer deel uit van de Samtgemeinde Eschede.
Scharnhorst is tot ver in de 19e eeuw een plattelandsgemeente van arme boerendorpen en -gehuchten geweest. De watermolen van Marwede bestond reeds in 1438. In 1820 werd Scharnhorst door brand bijna geheel verwoest.
Bezienswaardig in en om het dorp zijn enige verspreid staande oude vakwerkboerderijen, voornamelijk daterend  uit de vroege 19e eeuw.

## Dorpen in Scharnhorst
- Marwede, aan de beek Lutter
- Scharnhorst
- Endeholz
- Kragen

## Afbeeldingen

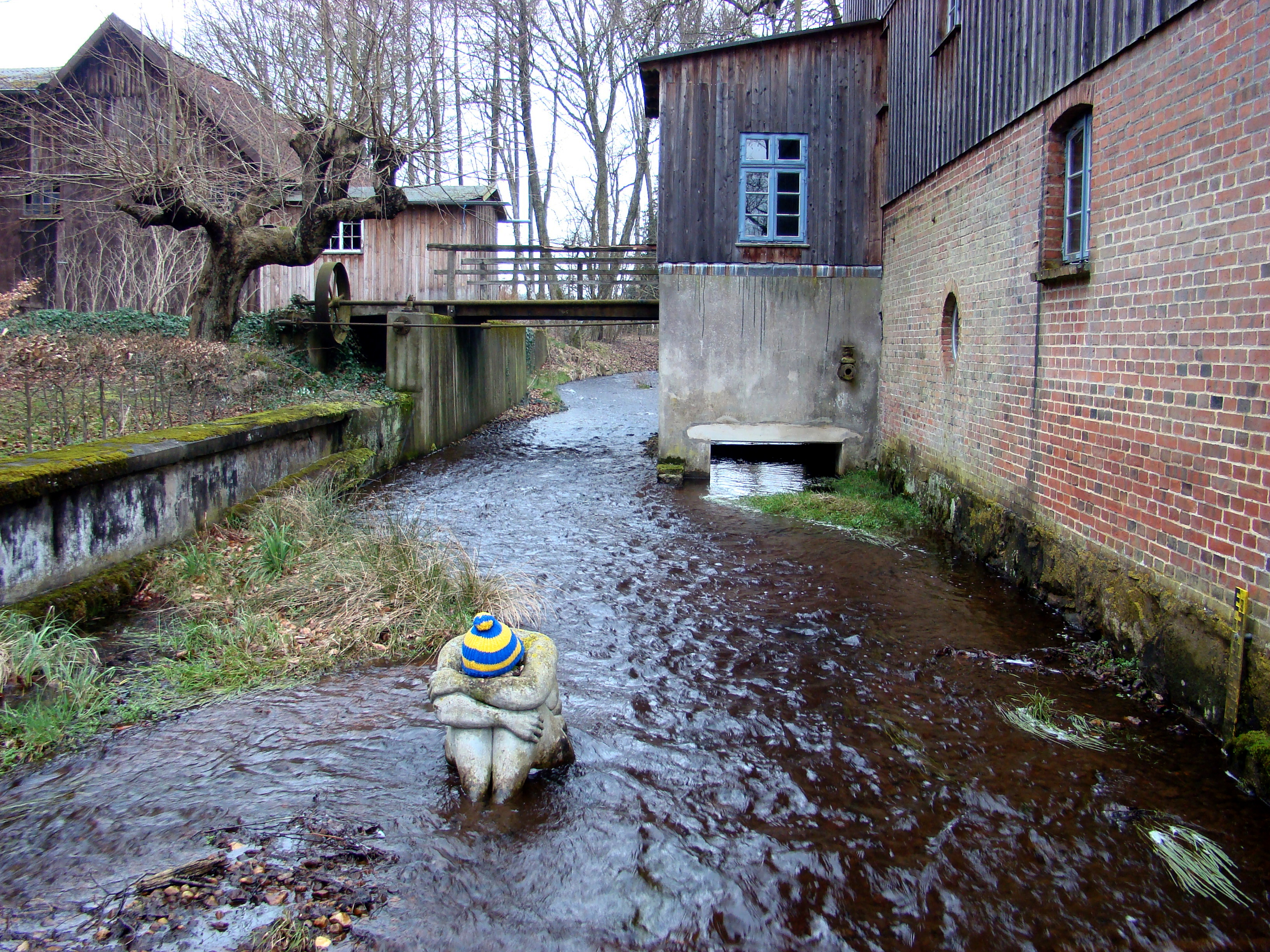
Voormalige watermolen op de Lutter bij Marwede; in de beek een modern beeldhouwwerk met de naam Die Heide aus Lüneburg van Petra Förster

- Gemeinsame Normdatei: 4812113-7
- Virtual International Authority File: 235696688